# Zenonia
Zenonia es un género de mariposas de la familia Hesperiidae.

## Descripción
Especie tipo por designación original Pamphila zeno Trimen, 1864.

## Diversidad
Existen 3 especies reconocidas en el género

## Plantas hospederas
Las especies del género Zenonia se alimentan de plantas de la familia Poaceae. Las plantas hospederas reportadas incluyen los géneros Sorghum, Zea.